# SMPX
SMPX (англ. Small muscle protein, X-linked) – білок, який кодується однойменним геном, розташованим у людей на короткому плечі X-хромосоми. Довжина поліпептидного ланцюга білка становить 88 амінокислот, а молекулярна маса — 9 559.
| 10         |  | 20         |  | 30         |  | 40         |  | 50         |
| ---------- |  | ---------- |  | ---------- |  | ---------- |  | ---------- |
| MNMSKQPVSN |  | VRAIQANINI |  | PMGAFRPGAG |  | QPPRRKECTP |  | EVEEGVPPTS |
| DEEKKPIPGA |  | KKLPGPAVNL |  | SEIQNIKSEL |  | KYVPKAEQ   |  |            |

A: Аланін

C: Цистеїн

D: Аспарагінова кислота

E: Глутамінова кислота

F: Фенілаланін

G: Гліцин

I: Ізолейцин

K: Лізин

L: Лейцин

M: Метіонін

N: Аспарагін

P: Пролін

Q: Глутамін

R: Аргінін

S: Серин

T: Треонін

V: Валін